# Langweiler (sito archeologico)
Langweiler è un sito archeologico situato nella valle del Merzbach sull'altopiano di Aldenhoven nella Renania Settentrionale-Vestfalia. Gli scavi sistematici hanno rivelato la presenza di 160 case di otto distinte zone di insediamento, più tre recinti e un cimitero, appartenenti al periodo 5300-4900 a.C. Il sito è una regione chiave per la comprensione della natura delle più antiche società agricole nell'Europa Centro-Occidentale (cultura della ceramica lineare).

## Tipi di insediamenti
Ci sono differenti tipi di insediamenti a Langweiler, che possono essere divisi in tre gruppi in base alla loro grandezza: 
- singole fattorie
- gruppi di 2-3 fattorie
- seconde fattorie

Ogni insediamento aveva accesso a una porzione della valle, forse per il pascolo stagionale del bestiame, e ai più secchi terrapieni ghiaiosi per l'agricoltura.

## Tipi di casa
Le case degli insediamenti a Langweiler sono di tre tipi (lunghe, medie e piccole) e sono presenti rispettivamente nelle proporzioni di 83:12:5. Le case di grandezza media e le più piccole sono state trovate solo nella fase intermedia o tarda del ciclo di insediamento a Langweiler. La maggior parte delle case sono orientate in direzione nord-ovest/sud-est, forse in risposta alla direzione del vento prevalente nell'Europa centrale e occidentale, ma forse anche per rispetto di una norma culturale da lungo tempo stabilita.

## Economia agricola
La base agricola per questi insediamenti della cultura della ceramica lineare viene ritenuta essere una coltivazione di cereali su piccola scala in appezzamenti fissi di terreno adiacenti agli insediamenti. Si rimpiazza così un modello più antico che proponeva l'agricoltura mobile del "taglia e brucia" come il tipico modello agricolo di questa cultura. La vegetazione potrebbe essere stata bruciata, liberando la terra per fare posto all'agricoltura, ma l'abbondanza di semi di erbe infestanti ritrovati suggerisce che i campi fossero in uso per periodi abbastanza lunghi tali da far crescere delle erbacce.

## Attività rituali
Durante l'ultimo stadio del periodo della ceramica lineare di Merzbach, vennero costruiti speciali recinti, che possono essere stati luoghi di attività sociali o rituali per l'intera comunità. Questi vennero costruiti in aree sgombre di case, o sui confini degli insediamenti, come per speciali adunate. Si ritiene che il recinto di Langweiler 9 abbia avuto un uso continuativo (per conviti occasionali) dopo che l'insediamento adiacente fu abbandonato. Poco dopo, la cultura la ceramica lineare nella valle del Merzbach si concluse.
| Controllo di autorità | VIAF (EN) 25144647641687352924 · BNF (FR) cb12222761t (data) |